# Grodträsket
Grodträsket är en sjö i Finland. Den ligger i kommunen Malax i landskapet Österbotten, i den sydvästra delen av landet, 300 km nordväst om huvudstaden Helsingfors. Grodträsket ligger 20 meter över havet. I omgivningarna runt Grodträsket växer i huvudsak blandskog. Arean är 5,5 hektar och strandlinjen är 1,29 kilometer lång. Sjön  ingår i Malax å huvudavrinningsområde. 